# Культура Черногории
Культура современной Черногории впитала многие обычаи своих соседей: Сербии, Хорватии, Греции, Италии, Турции и Албании.

## История черногорской культуры
К эпохе неолита относится керамика со скромным лепным узором или расписным геометрическим орнаментом, близкая памятникам Сербии и Румынии (находки в Црвена-Стене), к концу эпохи бронзы и началу эпохи железа — укреплённые поселения и некрополи иллирийцев. В период греческих и римских завоеваний Черногория включается в орбиту античной культуры, традиции которой в упрощённом варианте сохраняются в византийский период (6 в. н. э.) и после появления славян (7 в.) — остатки укреплений, домов, базилики, архитектурных фрагментов с нарядным резным декором в г. Дукля (Диоклея), близ Титограда.
В средневековый период Черногория испытывала воздействие культуры Италии и Далмации, которое скрещивалось с влиянием Сербии и Византии. В 9—10 вв. сооружались скромные однонефные, крестообразные и триконховые церкви из тёсаного и ломаного камня. Появившиеся в 11 в. церкви в романском стиле сохраняли связь с дороманским зодчеством. В приморских районах в 12—13 вв. строились 3-нефные базилики с плоским деревянным потолком или крестовыми сводами (собор св. Трипуна в Которе, с 1166), а также однонефные постройки с полуциркульным сводом (церковь св. Павла в Которе, 1263—66), иногда с куполом на низком барабане, опирающемся на тромпы или пандативы (церковь св. Луки в Которе, конец 12 в.). Такие церкви, покрытые двускатными черепичными кровлями, часто имели глухие стены, арочную звонницу на западном фасаде, тщательно профилированный западный портал и «розу» над ним. Алтарная часть отделялась от храма каменной преградой с нарядной резьбой, в которой многообразные мотивы плетёнки сочетались с зооморфными и растительными узорами, несущими отголоски античных традиций (постройки в Улцине, Баре и др.). В период вхождения Черногории в государство Неманичей в её внутренних районах ощущалось воздействие архитектурной школы Рашки. В 12—13 вв. здесь сооружались строгие по формам однонефные церкви с боковыми пристройками в виде пониженного трансепта и с куполом на кубическом основании (церковь монастыря Морача, 1252). Архитекторы Черногории строили и на территории Сербии (Вит из Котора — автор церкви монастыря Дечани). В 14—16 вв. в постройках приморских районов появились отдельные готические детали (очертания окон и сводов), которые сочетались с романскими формами (церкви и дома в Сваче, Баре, Которе).
Наиболее ранние образцы монументальной живописи Черногории (фрески церкви св. Михаила близ Стона, 11—12 вв., с портретами князей Зеты) отражают воздействие искусства «Каролингского возрождения». Для изобразительного искусства 13—14 вв. характерно сочетание элементов романского и готических стилей с мотивами византийской иконографии («Вуканово евангелие», 1202; киворий в соборе св. Трипуна в Которе, 1362). Фрески этого времени (в церкви монастыря Морача, 1252) близки сербскому искусству и отличаются изысканной и выразительной линеарной манерой.
Османское нашествие и многовековой национальный гнёт отрицательно сказались на развитии культуры Черногории. Большинство городов вплоть до 20 в. сохранило скученную малоэтажную каменную застройку. Ренессанс и барокко не получили развития в светском зодчестве и проявились лишь в деталях отдельных построек (дворцы в Которе, Баре, Перасте и Доброте). Стиль барокко получил наибольшее распространение в 17—18 вв. в церковном зодчестве Боки Которской, где работали главным образом итальянские архитекторы (церковь в Прчане, начата в 1790). В постройках местных архитекторов (церковь монастыря Савина близ Херцегнови, 1777—99, Н. Форетич) барочные черты сочетались с романскими и византийскими традициями. Среди живописцев в 15—16 вв. выделяются Ловро Маринов и Вицко Добричевичи (работавшие главным образом на территории Далмации), творчество которых отмечено ренессансными тенденциями, Т. Вукович и др. Скульптура эпохи барокко (рельефы и статуи алтарей) представлена главным образом работами иностранных мастеров. Среди местных живописцев в 17—18 вв. выделяются Дж. Митрофанович, А. Вуичич, а также Т. Коколя, автор стенных росписей, картин и портретов в духе позднего венецианского Возрождения. В работах живописцев из семьи Рафайловичей поздневизантийские традиции сочетались с отдельными барочными приёмами. Поздневизантийским канонам вплоть до 19 в. следовала и миниатюра Черногория
После освобождения Черногории от османского ига (1878) в городах появляются парадные постройки черногорской знати в духе позднего ампира (т. н. Данилов двор в Цетине, 1894—95). В 1870-е гг. сооружается г. Подгорица с прямоугольной сеткой улиц. Появляются постройки в стиле эклектики (церковь св. Николая в Которе, 1910, неовизантийский стиль). В городах продолжают строиться простые и суровые 2—3-этажные жилые здания из нетёсаного камня с черепичными кровлями и небольшими окнами и дверьми.
В изобразительном искусстве 2-й половины 19 — 1-й трети 20 вв. формировалось национальное направление. В портретах, композициях на темы национальной истории, жанровых сценах П. Почека, А. Бокарича, М. Греговича, акварелиста И. Шобаича сосуществовали наивно-реалистические и академические черты. В 1920—30-е гг. национальные пейзажи и жанровые сцены в духе постимпрессионизма создавали М. Милунович, П. Лубарда. Социально-критические тенденции проявились в линогравюрах и картинах И. Новаковича. В скульптуре выделялись работы Р. Стийовича, отмеченные стилизованными обобщёнными формами.
Коренной поворот в истории культуры Черногория наступил после установления народной власти. На руинах разрушенного в годы 2-й мировой войны г. Подгорица была создана новая столица Черногории — г. Титоград. Началась разработка планов застройки городов, типовых проектов жилых зданий. В ней принимали участие и архитекторы других республик Югославии. В конце 1950—60-х гг. развернулось жилищное строительство (5-этажные секционные панельные здания в Титограде). Сооружаются школы, больницы, учреждения бытового обслуживания. В строительстве используются сборные железобетонные каркасы. На побережье Адриатического моря реконструируются старые и сооружаются новые города, в которых создаются благоустроенные курортные комплексы (Будва, Трстено, Яз, Могрен и др.). Расположенный на острове древний г. Свети-Стефан превращается в город-отель. Успехи достигнуты в строительстве гостиниц, мотелей, административных зданий, отличающихся гибким использованием типовых конструктивных звеньев (гостиницы в Цетине, Херцегнови, административное здание в Которе, универмаг «Беко» в Титограде). Поиски национального своеобразия характерны для построек архитектора С. Радевич, отмеченных пластичной выразительностью деталей, фактурными контрастами (сочетание бетона с местным камнем и речной галькой), органичной связью с ландшафтом (гостиница «Подгорица» в Титограде). В 1992 Титоград переименовали в Подгорицу.

### Живопись и скульптура
Художники и ваятели из Черногории сделали большой вклад в утверждение черногорской культуры в мире. Оставаясь в других частях мира (Париж, Белград, Загреб …), они заняли свои черногорские души работами, посвященными пейзажам своей родины, и тем самым показали миру её красоту. За последние 15 лет был открыт факультет изобразительного искусства в Цетинье, в результате чего появились новые волны талантов. Некоторые из наиболее известных художников, перечислены ниже:
- Мило Милунович
- Петр Лубарда
- Дадо Джурич
- Войо Станич
- Димитрий Попович
- Борис Драгоевич
- Ристо Стийович

Бюсты из Пераста и Прчаня:

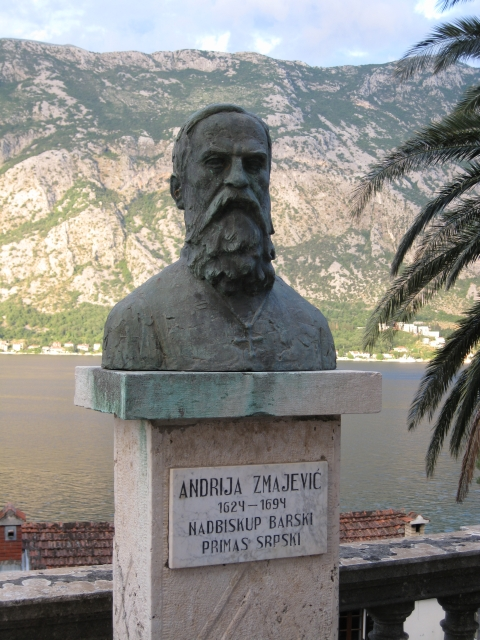
Андрия Змаевич
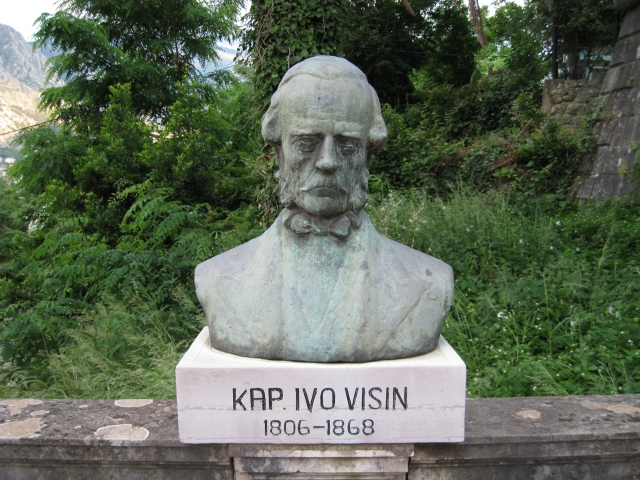
Иван Визин
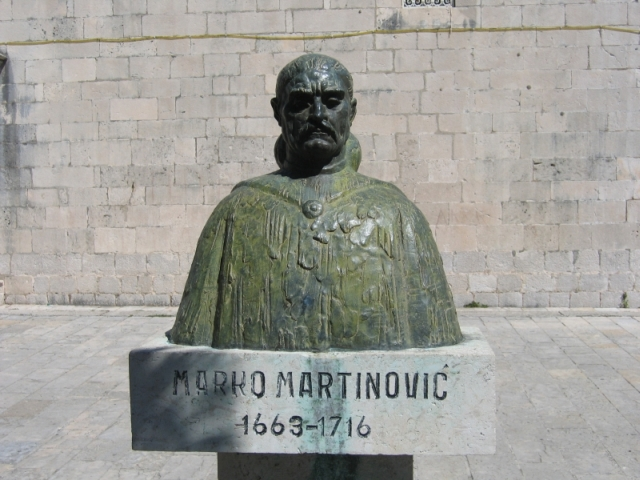
Марко Мартинович
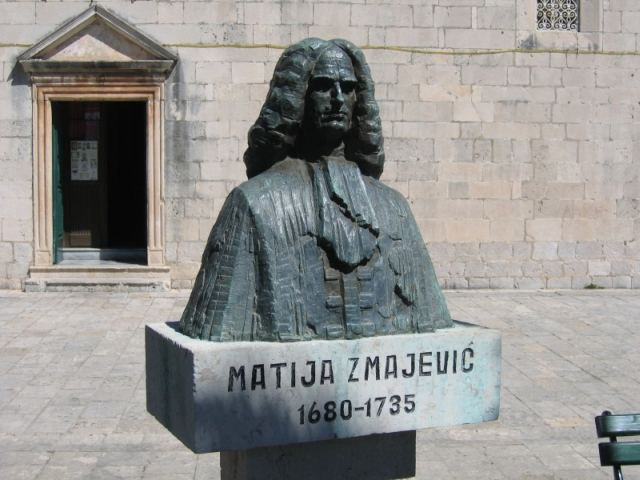
Матвей Змаевич
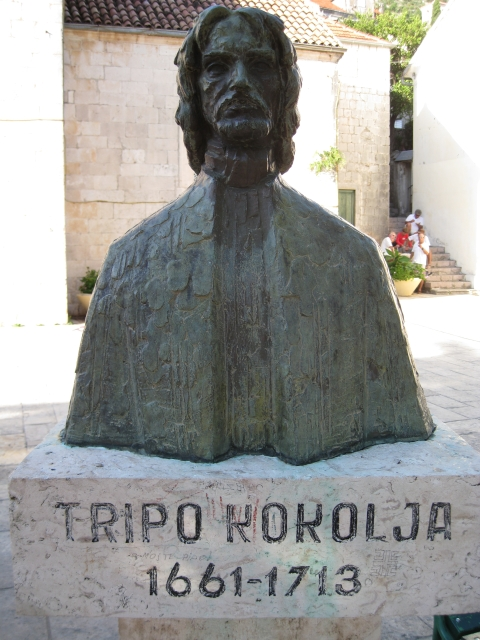
Трипо Коколя

### Музыка
Музыкальная история этого региона ведется с палеолита, именно этим периодом датируется найденный костяной свисток, — самый старый инструмент, который когда-либо находили в Европе.
Музыка Черногории была не сильно развита, особенно в сравнении с её литературой и изобразительным искусством. До конца 19 в. в Черногории развивалась только народная музыкальная культура. Сохранились древние традиции исполнения народных эпических, героических (в сопровождении народного инструмента гусле), лирических и обрядовых песен. Драматической экспрессией отличаются обрядовые песни-плачи, особенно женские — тужбалицы; поэтичны лирические «пейзажные» (пастушеские). Для мелодий черногорских песен характерны небольшой диапазон, преобладание архаических попевок в натуральных ладах, нередко смешанные и переменные размеры, свободное ритмическое строение; типично вариативное одноголосие или двухголосие (часто с секундовыми диссонансами). Композитора церковный пений X—XI века Йована Дукли знают как самого старого композитора с Адриатического побережья. В конце XII века была написала рукопись, когорая сейчас называется Ljetopis Popa Dukljanina (Летопись Попа Дуклянина), в которой описывалось использование музыкальных инструментов в мирской жизни. Музыкально-общественные организации и исполнительные коллективы начали возникать в Черногория в последней четверти 19 в.; были созданы: военные оркестры (осн. А. Шульцем, 1871, и Ф. Вимером, 1889), хоровые общества «Бранко» в Подгорице (ныне Титоград, 1892), «Негош» (Цетине, 1908), «Захумле» (Никшич, 1898). Один из первых профессиональных музыкантов — композитор Й. Иванишевич (конец 19 в.), получивший образование в Праге (ученик З. Фибиха). Первая музыкальная школа работала в Цетине (1924—25 и 1932—41). После 2-й мировой войны 1939—45 открылся ряд музыкальных школ — в Цетине (начальная школа «Негош», 1947; преобразована в 1948 в среднюю музыкальную школу), им. М. Милянова в Титограде (1950), в Которе (1951) и других городах. Организованы симфонический оркестр и смешанный хор Радио в Титограде, государственный ансамбль народной песни и танца «Оро». Кроме существовавших и продолжающих функционировать, в 1960-х гг. созданы хоровые общества любителей «Станко Драгоевич» в Титограде, «Никола Джуркович» в Которе, Общество композиторов и музыкантов-исполнителей Черногория, Союз культурных и художественных обществ Черногория (в Титограде). В XX веке внимание на музыку Черногории заставили обратить Борислав Таминзич, Сенад Гадевич и Жарко Миркович.
Специализированные музыкальные вузы в Которе и Титограде могли предложить классическое музыкальное образование, но в последнем десятилетии 20 века они получили звание академии. Особое внимание уделяется хору и камерной музыке. Кроме того есть профессиональный оркестр, который располагается в Подгорице.

### Архитектура

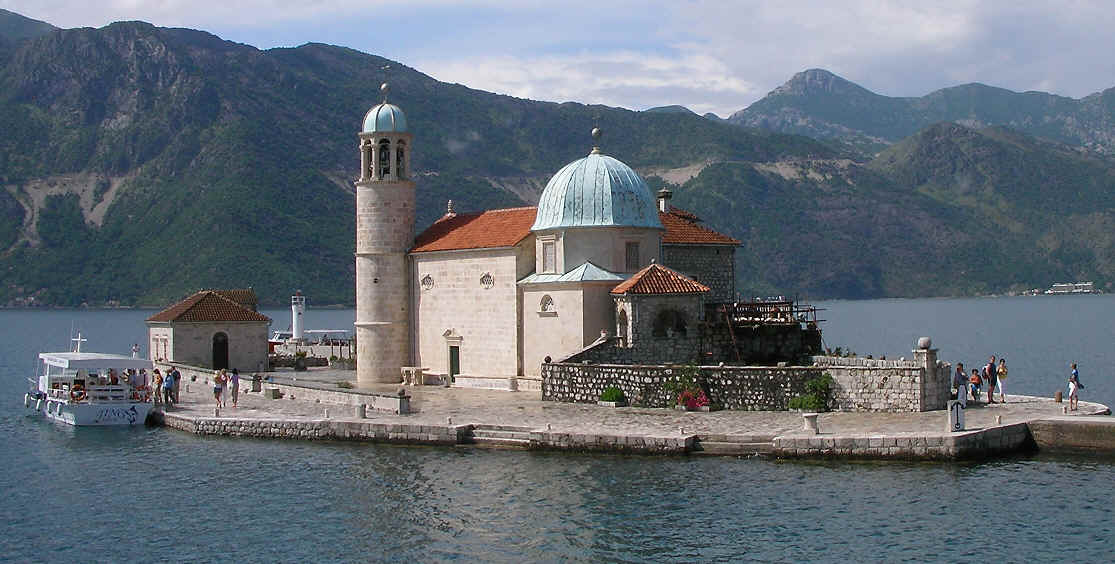
Церковь на острове Госпа од Шкрпела

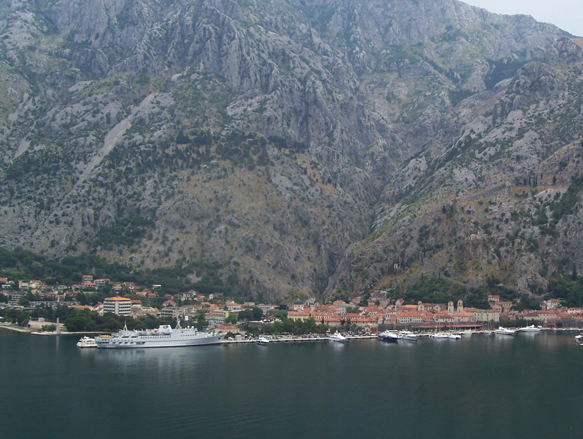
Панорама Котора

Черногория имеет ряд значительных культурных и исторических объектов, в том числе объекты культурного наследия в барокко, романском и готическом стилях. Черногорские прибрежные регионы особенно хорошо известны своими религиозным памятникам, в том числе собор Святого Трифона, базилика Св. Луки (более 800 лет), Госпа од Шкрпела, Савина монастырь и другие. Византийское влияние в архитектуре и в религиозных работах особенно заметно в интерьере старых зданий. Венецианцкое влияние также очень хорошо заметно в ряде старых зданий и крепостей (например: крепость Хай-Нехай, в которой также заметно и турецкое влияние). Древний город Котор входит в список всемирного наследия ЮНЕСКО.

### Театр и кинематограф
Следы старинных театрализованных обрядов (подробных сведений о них не сохранилось) остались в народных обычаях, многие из которых бытовали ещё в XIX—XX вв. Значительным вкладом в театральную культуру Черногории было творчество Петра II Петровича Негоша, автора драматической поэмы «Горный венец» (1847) и драмы «Лжецарь Степан Мали» (1851), написанных на сюжеты из исторического прошлого Черногории (ставились в любительских кружках). В Цетинье также устраивались любительские спектакли, гастролировали труппы из Сербии, Хорватии и других областей. После освобождения Черногории от фашистских оккупантов и их пособников (31 декабря 1944) в 1953 в Титограде был создан черногорский Национальный театр, включающий драматическую и оперную труппы. В репертуаре драматической труппы были югославская и зарубежная классика, произведения Петра II Петровича Негоша, черногорских драматургов В. Радовича, Ж. Команина, а также других республик Югославии. Ставились пьесы русских драматургов (Н. В. Гоголя, А. Н. Островского, А. П. Чехова), советских авторов (А. Н. Арбузова). В состав драматической труппы входили: режиссёр Б. Эракович, Н. Вавич, актёры В. Мандич, Д. Томас, З. Раичевич, Г. Ленголд, П. Бегович, Д. Малович, Б. Вукович, Ч. Вуканович, З. Стоимиров. В работе театра участвовали режиссёры из других республик Югославии.
На сегодняшний день Черногорский национальный театр в Подгорице является единственным профессиональным театром страны и вместе с факультетом драмы, расположен в Цетинье и несет ответственность за большинство театральных постановок в стране. Во время летних месяцев, Городской театр Будвы имеет является привлекательной сценой для исполнителей из всех углов бывшей Югославии и со всего мира.
Также Черногория подготовила ряд выдающихся режиссёров и актеров кинематографа и анимации, включая Душана Вукотича, первого югослава, получившего Оскар, в категории коротких анимационных фильмов в 1961 году.
- Велько Булаич — http://sr.wikipedia.org/wiki/Вељко_Булајић
- Живко Николич — http://sr.wikipedia.org/wiki/Живко_Николић

Кроме того, можно упомянуть, что фильм Казино Рояль частично снимался в Черногории.

## Традиции и обычаи

### Этические убеждения
Очень важным аспектом культуры черногорского является этический идеал Чойство и Юнашство, который примерно переводится как «Человечность и Отвага». Другим результатом черногорской вековой истории является скрытое рыцарское правило, которое гласит, что заслужить истинное уважение своего народа, человек должен показав такие достоинства, как смирение, самопожертвование ради правого дела, уважение к другим, и честность вместе с храбростью. В старые времена битв, это приводило черногорцев к бравой смерти в бою, так как пленение считалось высшим позором.
Этот кодекс поведения по-прежнему укореняется в разумах молодых черногорцев. То что Черногория никогда не была полностью захвачена, хотя все другие страны Юго-славянских народов когда-то побывали под иноземным игом, считается результатом национальной приверженности к этим правилам.
Большинство примеров поведения черногорцев за свою долгую историю можно проследить в этих правилах.
Традиции черногорского народа стали законами в Черногории во время правления короля Николы.
- В древнем черногорском коде чести «Заклетва» имеется клятва кровной мести «Крвна Освета»: черногорец должен отомстить убийце своего родственника или одному из его близких родственников.
- Молодожены в день своей свадьбы сажают оливковое дерево как символ брака.
- В черногорских обычаях считается позволительным пропустить чью-то свадьбу, но пропустить похороны нельзя.

### Имена и фамилии
Многие черногорские имена относятся именно к Сербии, но в Черногории также распространено много имен, употребляющихся только в её пределах. Черногорские фамилии обычно представляют собой слово оканчивающееся на -ч. Причина этому то, что почти все сербские и черногорские фамилии устанавливались людьми в свою или в честь прославленного родственника. Также многие черногорские фамилии произошли от названия места (деревни, города) откуда род берет свои корни. Пример: Петрович-Негош — фамилия княжеского (королевского) рода Черногории произошла от имени деда Савы Петровича-Негоша Петра Калуджера и названия села Негуши, откуда род и берет свои корни.

### Эпос и песни
Давняя история, черногорской борьбы за свободу и независимость неизменно связана с сильными традициями устной эпической поэзии. Традиционно, эти песни в аудитории сопровождаются музыкой гуслей, а гусляр поёт или читает рассказы о героях и сражениях и десятисложные стихи. Исторически, эти песни имели огромную мотивационную власть над населением. Гусляры имели почти такое же уважение, как лучшие из воинов.
В лучших «традициях» современного общественного достояния, эти песни были написаны и переданы неизвестными гуслярами со средних веков. Другие гусляры перенимали песни и могли изменить их по своему усмотрению, что обычно приводило к ряду нескольких различных версий одной и той же истории, различной достоверности. «Контролировали» достоверность сами слушатели, которые могли громко возразить во время исполнения, если некоторые части истории были неточными или сильно украшенными. У гусляров было больше «поэтической свободы», когда они интерпретировали события из далекого прошлого, так как у них не было свидетелей из тех времен. Таким образом, исторические песни, которые были позже были более достоверными. Большинство песен были собраны, оценены и записаны на бумаге Вуком Караджичем в 19 веке вместе с сербской эпической поэзией, причем некоторые из них были исключительно литературного качества.
Наиболее известным гусляром-интерпретатором, бесспорно, был Петр Перунович Перун, из племени Пешивцы. Он достиг своей знаменитости в течение первых десятилетий XX века, когда он сделал множество записей и участвовал во многих гастролях по Америке и по всей Европе.
Наиболее популярными черногорскими героями эпосов являются Байо Пивлянин, Никац од Ровина и поп Мило Йовович. Современный автор альтернативного рока Рамбо Амадеус доказал своей Smrt Popa Mila Jovovica(Смерть попа Мило Йововича), что эти песни могут быть очень успешно адаптированы к современным форматам и стилям музыки без потери первоначальной привлекательности. В настоящее время эти традиционные песни несколько чаще поются в северной части страны, (а также в частично в Восточной Герцеговине, Западной Сербии и центральной Далмации).

### Танцы
Танец Коло (в древнеславянском означало круг) — массовая пляска, близкая русскому хороводу. Распространена у народов, населяющих Балканский полуостров и области к северу от него (у болгар — хоро(оттуда хоровод), у румын и молдаван — хора и сырба). Коло —национальный танец Сербии. Для Коло характерно построение цепью, сомкнутым или разомкнутым кругом. Исполняется в сопровождении народных инструментов, иногда пения. Музыка Коло отличается разнообразием размеров. Существуют Коло быстрого и медленного темпа.
Другой традиционный танец этнических черногорцев называется Оро (иногда с названиями областей перед ним: Црмнички, Риечки, Катунски, Зетски)
Оро почти как сбор или игра, как танец в строгом смысле этого слова. Как правило, молодые мужчины и женщины собираются и образуют круг (коло), затем начинают петь, а обычно после пения парень с одной стороны начинает брать под руку девушку с другой стороны и ведет её по кругу танцевать. Один из более смелых молодых людей затем входит в круг и начинает танцевать, изображая из себя орла. Цель здесь, чтобы произвести впечатление. Тогда толпа немедленно реагирует и с «специальной» песней, либо хвалит либо высмеивает его. Вскоре к нему присоединится девушка, довольно часто его подруга или, возможно, кто-то привлекший его во время Оро. Она также подражает орлу, но более элегантно. Толпа ходит по кругу. Когда пара устает, они целуют друг друга в щеку, уходят а на их место встает другая пара орлов, чтобы сохранить Коло, в то время как пение окружающей толпы не останавливается. Обычно молодые ребята заканчивают Оро путём формирования двухэтажного круга, стоя на плечах у товарищей, внутри большого круга и этот момент и есть тот, который является самым узнаваемым и наиболее часто фотографируемым в этом танце. Оро является черногорской разновидностью Коло, с особенностью — пением. Музыкальные инструменты никогда не являлись частью истинного Оро.
Среди мусульман Черногории распространен танец Шота. Этот танец происходит на свадьбах и встречах между мужчиной и женщиной. Танец состоит из сложных быстрых шагов партнеров, все ближе и дальше друг от друга в постановке с быстро развивающимся ритмом, и партнерша должна во время танца, махать платком в воздухе во время выполнения шагов.
Обычно этот танец исполняется под барабаны. Шота происходит в основном в регионе Санджак.

### Одежда

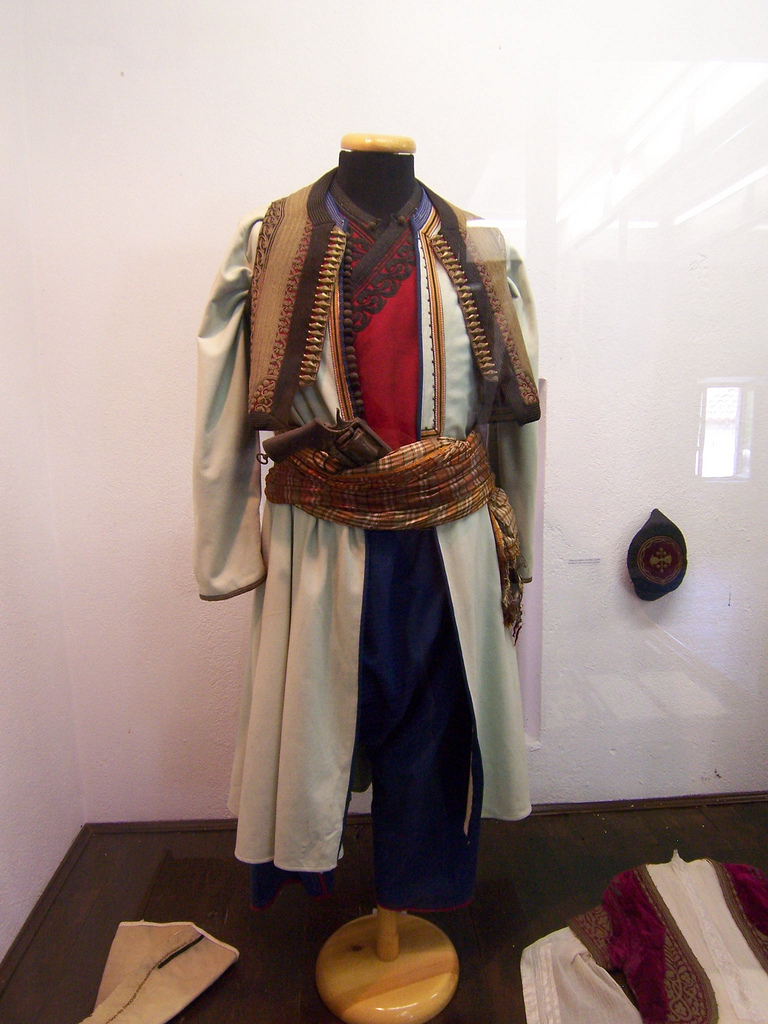
Черногорско-герцеговинский национальный костюм

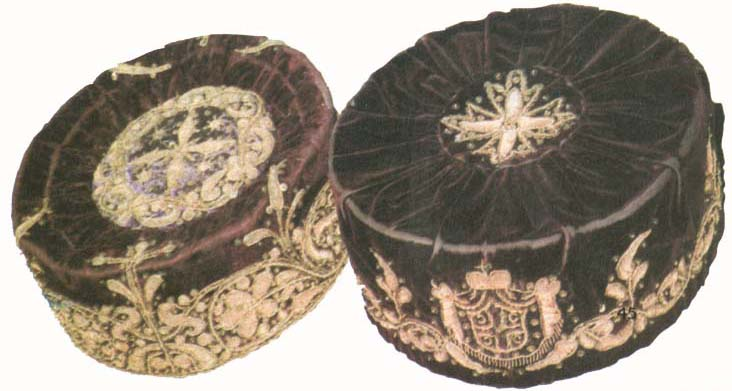
Капы

Струка — род пледа, который носят как мужчины, так и женщины. Женская струка отличается несколько меньшими размерами и наличием почти незаметных поперечных полос. В трудных условиях военных походов струка защищала черногорца от дождя и холода, служила ему постелью. Пастухи и охотники для переходов по снегу употребляли своеобразную деревянную обувь — крплье.
Черногорскую национальную одежду первоначально изготовляли женщины каждой семьи из домотканой шерсти или хлопчатобумажных тканей, а с начала прошлого века её стали шить портные из покупных, привозных материалов.
Повседневная летняя одежда мужчины состоит из белой рубахи, белых холщевых или суконных коротких (до колен) штанов, суконного жилета (цмадан), длинного шелкового пояса, круглой и неглубокой шапочки (Капа), облегающих шерстяных гетр (доколеньица) и опанок. Зимой к этому костюму добавляется куртка из грубого сукна (гунъ), суконный пиджак (капут) и шерстяная струка.
Праздничный костюм, как летний, так и зимний, во многом схож с будничным, но богато украшен. Иногда молодые люди надевают поверх рубахи суконный жилет (душанка) с ложными рукавами, вышитый золотом. Пожилые носят суконный кафтан (долама), а поверх него суконный жилет (jелек или токе). За поясом как составную часть одежды обычно носят револьвер или пистоль.
Составные элементы женского костюма — рубаха туникообразного покроя, с разрезом на груди и вышивкой по вороту и рукавам, вязаный или шерстяной жакет (jакета), жилет и юбка (раша) темных цветов, передник (прегача) или платье и шерстяная струка. Праздничный костюм по покрою не отличается от будничного, но его обычно шьют профессионалы-портные из шелка, разноцветного сукна или бархата, украшают вышивкой шелком и золотом, серебряными бляхами и поясами. На праздники носят шелковую головную повязку (вео); рубашку, вышитую шелком по вороту; куртку (долактица, jакета); юбку; распашное платье без застежки (корет), подпоясанное серебряным поясом; опанки или башмаки. Девичий костюм проще, чем женский. Женщины причесывают волосы на прямой пробор и заплетают в две косы, укладывая их вокруг головы; девушки укладывают косы на затылке.
В некоторых районах бытуют местные типы женского костюма (крушевацкая, ораховацкая, ластовская, грбальская, паштровская, спичанская, шестанская, малисорская, брегасорская и мусульманская одежда).
Традиционный черногорский костюм бытует и в наши дни, в основном как праздничная и обрядовая одежда. Особенно стойко сохраняется мужской народный костюм. Черногорец среднего и пожилого возраста с гордостью надевает народную одежду в особо торжественных случаях — при выходе в город или в гости, на праздники и т. д. В последние годы в Черногорию все шире проникает городская одежда, особенно в среду молодежи, но среди старшего поколения народный костюм в известной мере сохраняется. И в городе и в деревне иногда носят некоторые предметы народного костюма (например опанки, шапочки-капы) в сочетании с городской одеждой. Народный костюм распространен и как обрядовая (похоронная и свадебная) одежда. На свадьбе он обязателен для невесты и сватов. Если у невесты нет такого костюма, то его покупают или берут напрокат.

### Кухня
Основная статья: Черногорская кухня
Черногорская кухня сложилась благодаря географическому положению страны и её долгой истории. Также очень многие блюда переняты у соседей.